# 因赫尼奥
因赫尼奥（西班牙語：Ingenio），是西班牙加那利群岛拉斯帕尔马斯省的一个市镇，位于大加那利岛的东部。总面积38平方公里，总人口30831人（2018年），人口密度810人/平方公里。